# Chiesa ortodossa celtica
La Chiesa ortodossa celtica (in francese Église orthodoxe celtique), anche abbreviata come COC (in inglese Celtic Orthodox Church), è una chiesa cristiana autocefala di rito ortodosso fondata in Francia intorno al XX secolo.
Dal 25 dicembre 2007, la chiesa è entrata in comunione con la Chiesa ortodossa francese e la Chiesa ortodossa gallica formando la Comunione delle chiese ortodosse d'occidente (in Francese: Communion des Églises orthodoxes occidentales).
Inoltre, la chiesa ritiene di far parte della successione episcopale della chiesa ortodossa di Jules Ferrette.

## Storia

### Fondazione

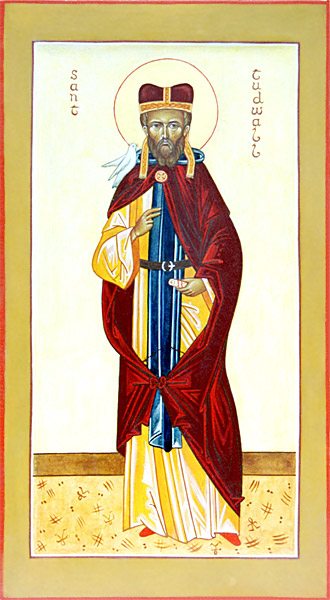
Icona ortodossa raffigurante San Tugdual, fondatore del cristianesimo in Bretagna

La Chiesa ortodossa celtica è stata fondata nel XX secolo da Jean-Pierre Danyel, un presbitero appartenente alla confessione dei mariaviti francesi, che decise di fondare una chiesa nonostante la disapprovazione da parte dei vescovi delle altre comunità ortodosse. Egli stesso fu il primo a dubitare un futuro riconoscimento della Chiesa celtica da parte sia della Chiesa ortodossa d'oriente sia della Chiesa cattolica. Ciò nonostante, nel marzo del 1953, ricevette l'approvazione da parte del metropolita della Chiesa cattolica di rito domenicano Lutgen di Anversa. Dopo questo avvenimento, Danyel decise di fondare una chiesa con l'obiettivo di reintrodurre i riti cristiani dell'antica Chiesa celtica della Bretagna. Adottò, inoltre, il nome di Tugdual, l'abate che portò per primo il cristianesimo nel paese.
Danyel fondò l'Abbaye de la Saint Présence at Bois-Juhel a Saint-Dolay, dove visse come eremita "emulando l'esempio degli antichi monaci celti". Dopo aver attratto l'attenzione di alcuni discepoli, venne fin da subito eletto vescovo della nuova Chiesa celtica. Fu consacrato ufficialmente nel 1957 dall'arcivescovo Irenaeus di Arles, ottenendo così il titolo di "Vescovo di Redon".
Nel 1959, Danyel si autoproclamò metropolita, sotto il nome di Tugdual I, arcivescovo di Dôl e, in onore degli antichi riti Druidi, aggiunse anche il titolo francese: "Sa Blancheur l'Humble" (letteralmente: "Sua bianchezza (inteso come purezza) l'umile") visto che dichiarò essere proprio di origini Druidi, portando il suo nome completo ad essere: "Sua Bianchezza l'Umile Tugdual I, Arcivescovo di Dôl, abate di Saint-Dolay, Kayermo e Keroussek, primate della santa chiesa celtica, presidente di tutte le chiese non-cattoliche e apostoliche".
Nel 1963, la chiesa era formata da circa 10 vescovi e pochi altri membri del clero. La chiesa, inizialmente, fu chiamata Sainte Église celtique en Bretagne (Santa chiesa celtica in Bretagna).

### Dopo la morte del fondatore
Danyel morì l'11 agosto del 1968 e, un gruppo di monaci provenienti da Montpellier fondarono una chiesa nel luogo della sua morte (che fu anche luogo del suo lungo ritiro spirituale).
Inizialmente, la Chiesa ortodossa celtica fece parte della Chiesa ortodossa britannica di William Henry Hugo Newman-Norton, da cui si distaccò nel 1994 a seguito dell'aderza di Seraphim di Glastonbury alla Chiesa ortodossa copta.
Nel 1996, Jean-Pierre Danyel venne canonizzato e ricosciuto ufficialmente come fondatore della chiesa.

## Diocesi
La chiesa ortodossa celtica possiede due eparchie: una in Francia e una negli Stati Uniti.
Attualmente possiede due vescovi e nove parrocchie dislocate in: Francia, Svizzera, Regno Unito, Stati Uniti e Australia.